# Feliks Bister
Feliks Bister, slovenski publicist in kulturni organizator v Avstriji, * 12. julij 1939, Celovec.
Na dunajski univerzi je študiral vzhodnoevropsko zgodovino. Objavlja različne prispevke od znanstvenih razprav, književnih kritik in ocen do prevodov, zlasti zgodovinskih in umetnostnozgodovinskih del. Bil je med drugim predsednik Kluba slovenskih študentov na Dunaju, Kluba Mladje, funkcionar Avstrijske lige za človekove pravice, eden od urednikov tednika Nedelja, član uredniškega sveta lista Mladje in novinarskega kluba Concordia. Od ustanovitve oktobra 1990 do decembra 1995 je v Ljubljani vodil Avstrijski znanstveni institut, ki je v Ljubljani deloval kot izpostava Avstrijskega inštituta za vzhodno in jugovzhodno Evropo.